# Olympische Sommerspiele 1984/Teilnehmer (Vereinigte Staaten)
| Gelbes Symbol für Goldmedaillen mit stilisierten Olympischen Ringen | Graues Symbol für Silbermedaillen mit stilisierten Olympischen Ringen | Braundes Symbol für Bronzemedaillen mit stilisierten Olympischen Ringen |
| ------------------------------------------------------------------- | --------------------------------------------------------------------- | ----------------------------------------------------------------------- |
| 83                                                                  | 61                                                                    | 30                                                                      |

Die Vereinigten Staaten von Amerika waren Gastgeber der Olympischen Sommerspiele 1984 in Los Angeles, Kalifornien. Für die USA gingen insgesamt 522 Athleten ins Rennen, davon 339 Männer und 183 Frauen, sie nahmen an 217 Wettbewerben in allen 25 Sportarten teil. Fahnenträger bei der Eröffnungsfeier war der Leichtathlet Ed Burke. Im Medaillenspiegel belegten die Vereinigten Staaten den ersten Platz. Mit insgesamt 83 gewonnenen Goldmedaillen wurde zudem ein bis heute gültiger Rekord aufgestellt. Alleine der Leichtathlet Carl Lewis gewann viermal Gold. Die meisten Medaillen insgesamt konnte die Turnerin Mary Lou Retton auf sich vereinigen, sie gewann fünfmal Edelmetall.

## Teilnehmer nach Sportarten

### Basketball
- Männerturnier
Gold

- Kader
Steve Alford
Patrick Ewing
Vern Fleming
Michael Jordan
Joe Kleine
Jon Koncak
Chris Mullin
Sam Perkins
Alvin Robertson
Wayman Tisdale
Jeffrey Turner
Leon Wood

- Trainer
Bob Knight

- Frauenturnier
Gold

- Kader
Cathy Boswell
Denise Curry
Anne Donovan
Teresa Edwards
Lea Henry
Janice Lawrence
Pamela McGee
Carol Menken-Schaudt
Cheryl Miller
Kim Mulkey
Cindy Noble
Lynette Woodard

### Bogenschießen
- Benita Edds
Frauen, Einzel: 34. Platz

- Trena King
Frauen, Einzel: 7. Platz

- Rick McKinney
Männer, Einzel: Silber

- Glenn Meyers
Männer, Einzel: 12. Platz

- Darrell Pace
Männer, Einzel: Gold

- Ruth Rowe
Frauen, Einzel: 12. Platz

### Boxen
- Tyrell Biggs
Männer, Superschwergewicht: Gold

- Mark Breland
Männer, Weltergewicht: Gold

- Paul Gonzales
Männer, Halbfliegengewicht: Gold

- Virgil Hill
Männer, Mittelgewicht: Silber

- Evander Holyfield
Männer, Halbschwergewicht: Bronze

- Steve McCrory
Männer, Fliegengewicht: Gold

- Jerry Page
Männer, Halbweltergewicht: Gold

- Robert Shannon
Männer, Bantamgewicht: 9. Platz

- Frank Tate
Männer, Halbmittelgewicht: Gold

- Meldrick Taylor
Männer, Federgewicht: Gold

- Henry Tillman
Männer, Schwergewicht: Gold

- Pernell Whitaker
Männer, Leichtgewicht: Gold

### Fechten
- Jana Angelakis
Frauen, Florett, Einzel: 28. Platz
Frauen, Florett, Mannschaft: 6. Platz

- Sue Badders
Frauen, Florett, Mannschaft: 6. Platz

- Vincent Bradford
Frauen, Florett, Einzel: 23. Platz
Frauen, Florett, Mannschaft: 6. Platz

- Joel Glucksman
Männer, Säbel, Mannschaft: 6. Platz

- Peter Lewison
Männer, Florett, Einzel: 11. Platz
Männer, Florett, Mannschaft: 5. Platz

- Mike Lofton
Männer, Säbel, Einzel: 17. Platz
Männer, Säbel, Mannschaft: 6. Platz

- Mike Marx
Männer, Florett, Mannschaft: 5. Platz

- Robert Marx
Männer, Degen, Einzel: 18. Platz
Männer, Degen, Mannschaft: 10. Platz

- Greg Massialas
Männer, Florett, Einzel: 28. Platz
Männer, Florett, Mannschaft: 5. Platz

- Mike McCahey
Männer, Florett, Einzel: 30. Platz
Männer, Florett, Mannschaft: 5. Platz

- Sharon Monplaisir
Frauen, Florett, Mannschaft: 6. Platz

- John Moreau
Männer, Degen, Mannschaft: 10. Platz

- Steve Mormando
Männer, Säbel, Einzel: 12. Platz
Männer, Säbel, Mannschaft: 6. Platz

- Phil Reilly
Männer, Säbel, Mannschaft: 6. Platz

- Peter Schifrin
Männer, Degen, Mannschaft: 10. Platz

- Lee Shelley
Männer, Degen, Einzel: 38. Platz
Männer, Degen, Mannschaft: 10. Platz

- Mark Smith
Männer, Florett, Mannschaft: 5. Platz

- Stephen Trevor
Männer, Degen, Einzel: 17. Platz
Männer, Degen, Mannschaft: 10. Platz

- Debra Waples
Frauen, Florett, Einzel: 20. Platz
Frauen, Florett, Mannschaft: 6. Platz

- Peter Westbrook
Männer, Säbel, Einzel: Bronze 
Männer, Säbel, Mannschaft: 6. Platz

### Fußball
- Männerturnier
Vorrunde

- Kader
1 David Brcic
2 Bruce Savage
3 Gregg Thompson
4 Jeff Durgan
5 Kazbek Tambi
6 Angelo DiBernardo
7 Erhardt Kapp
8 Hernan Borja
9 Steve Moyers
10 Rick Davis
11 Hugo Pérez
12 Kevin Crow
13 Jean Willrich
14 Mike Fox
15 Jamie Swanner
16 Jeff Hooker
17 Amr Aly

- Trainer
Alketas Panagoulias

### Gewichtheben
- Donald Abrahamson
Männer, Leichtgewicht: 13. Platz

- Tommy Calandro
Männer, Mittelgewicht: 19. Platz

- Guy Carlton
Männer, II. Schwergewicht: Bronze

- Ken Clark
Männer, I. Schwergewicht: 5. Platz

- Derrick Crass
Männer, Mittelschwergewicht: DNF

- Ric Eaton
Männer, II. Schwergewicht: 6. Platz

- Albert Hood
Männer, Bantamgewicht: 8. Platz

- Arn Kritsky
Männer, Leichtschwergewicht: 9. Platz

- Mario Martinez
Männer, Superschwergewicht: Silber

- Rich Shanko
Männer, I. Schwergewicht: 7. Platz

### Handball
- Männerturnier
9. Platz

- Kader
James Buehning
Robert Djokovich
Tim Dykstra
Craig Gilbert
Steven Goss
William Kessler
Stephen Kirk
Peter Lash
Michael Lenard
Joseph McVein
Gregory Morava
Rod Oshita
Thomas Schneeberger
Joe Story
Tim Funk (Reserve)
- Trainer
Javier García

- Frauenturnier
5. Platz

- Kader
Pamela Boyd
Reita Clanton
Theresa Contos
Sandra De La Riva
Mary Dwight
Carmen Forest
Melinda Hale
Leora Jones
Carol Lindsey
Cynthia Stinger
Penelope Stone
Janice Trombly
Sherry Winn
Dorothy Franco-Reed (Reserve)
Kim Howard (Reserve)
- Trainer:
Klement Capilar

### Hockey
- Männerturnier
12. Platz

- Kader
Mohammed Barakat
Ken Barrett
Rawle Cox
Trevor Fernandez
Scott Gregg
Manzar Iqbal
Michael Kraus
Randy Lipscher
David McMichael
Gary Newton
Michael Newton
Brian Spencer
Morgan Stebbins (ohne Einsatz)
Robert Stiles
Andrew Stone
Nigel Traverso

- Frauenturnier
Bronze

- Kader
Beth Anders
Beth Beglin
Regina Buggy
Gwen Cheeseman
Sheryl Johnson
Christine Larson-Mason
Kathleen McGahey
Anita Miller
Leslie Milne
Charlene Morett
Diane Moyer
Marcella Place
Karen Shelton
Brenda Stauffer
Julie Staver
Judy Strong

### Judo
- Craig Agena
Männer, Halbleichtgewicht: 20. Platz

- Brett Barron
Männer, Halbmittelgewicht: 9. Platz

- Bob Berland
Männer, Mittelgewicht: Silber

- Ed Liddie
Männer, Extraleichtgewicht: Bronze

- Dewey Mitchell
Männer, Offene Klasse: 11. Platz

- Doug Nelson
Männer, Schwergewicht: 5. Platz

- Mike Swain
Männer, Leichtgewicht: 11. Platz

- Leo White
Männer, Halbschwergewicht: 11. Platz

### Kanu
- Gregory Barton
Männer, Einer-Kajak, 1000 Meter: Bronze

- Norman Bellingham
Männer, Vierer-Kajak, 1000 Meter: Hoffnungslauf

- Sheila Conover
Frauen, Einer-Kajak, 500 Meter: 6. Platz
Frauen, Vierer-Kajak, 500 Meter: 4. Platz

- Shirley Dery-Batlik
Frauen, Zweier-Kajak, 500 Meter: 5. Platz
Frauen, Vierer-Kajak, 500 Meter: 4. Platz

- David Gilman
Männer, Vierer-Kajak, 1000 Meter: Hoffnungslauf

- David Halpern
Männer, Zweier-Kajak, 500 Meter: Halbfinale

- Terry Kent
Männer, Zweier-Kajak, 500 Meter: Halbfinale
Männer, Zweier-Kajak, 1000 Meter: 4. Platz

- Leslie Klein
Frauen, Zweier-Kajak, 500 Meter: 5. Platz
Frauen, Vierer-Kajak, 500 Meter: 4. Platz

- Rod McLain
Männer, Zweier-Canadier, 1000 Meter: 5. Platz

- Bruce Merritt
Männer, Einer-Canadier, 1000 Meter: 7. Platz
Männer, Zweier-Canadier, 500 Meter: 9. Platz

- John Plankenhorn
Männer, Einer-Canadier, 500 Meter: Halbfinale
Männer, Zweier-Canadier, 1000 Meter: 5. Platz

- Dan Schnurrenberger
Männer, Vierer-Kajak, 1000 Meter: Hoffnungslauf

- Chris Spelius
Männer, Vierer-Kajak, 1000 Meter: Hoffnungslauf

- Ann Turner
Frauen, Vierer-Kajak, 500 Meter: 4. Platz

- Terry White
Männer, Einer-Kajak, 500 Meter: Halbfinale
Männer, Zweier-Kajak, 1000 Meter: 4. Platz

- J. Bret Young
Männer, Zweier-Canadier, 500 Meter: 9. Platz

### Leichtathletik
- Jodi Anderson
Frauen, Siebenkampf: DNF

- Ray Armstead
Männer, 4 × 400 Meter: Gold

- Evelyn Ashford
Frauen, 100 Meter: Gold 
Frauen, 4 × 100 Meter: Gold

- Duncan Atwood
Männer, Speerwurf: 11. Platz

- Alonzo Babers
Männer, 400 Meter: Gold 
Männer, 4 × 400 Meter: Gold

- Willie Banks
Männer, Dreisprung: 6. Platz

- Kirk Baptiste
Männer, 200 Meter: Silber

- Sharrieffa Barksdale
Frauen, 400 Meter Hürden: Halbfinale

- Earl Bell
Männer, Stabhochsprung: Bronze

- Joan Benoit
Frauen, Marathon: Gold

- Jeanette Bolden
Frauen, 100 Meter: 4. Platz
Frauen, 4 × 100 Meter: Gold

- Cindy Bremser
Frauen, 3000 Meter: 4. Platz

- Tim Bright
Männer, Zehnkampf: 12. Platz

- Valerie Brisco-Hooks
Frauen, 200 Meter: Gold 
Frauen, 400 Meter: Gold 
Frauen, 4 × 400 Meter: Gold

- Alice Brown
Frauen, 100 Meter: Silber 
Frauen, 4 × 100 Meter: Gold

- Judi Brown
Frauen, 400 Meter Hürden: Silber

- Julie Brown
Frauen, Marathon: 36. Platz

- Ron Brown
Männer, 100 Meter: 4. Platz
Männer, 4 × 100 Meter: Gold

- Ed Burke
Männer, Hammerwurf: 18. Platz in der Qualifikation

- Art Burns
Männer, Diskuswurf: 5. Platz

- Carol Cady
Frauen, Kugelstoßen: 7. Platz

- Robin Campbell
Frauen, 800 Meter: Halbfinale

- Tonie Campbell
Männer, 110 Meter Hürden: 5. Platz

- Mike Carter
Männer, Kugelstoßen: Silber

- Chandra Cheeseborough
Frauen, 400 Meter: Silber 
Frauen, 4 × 100 Meter: Gold 
Frauen, 4 × 400 Meter: Gold

- Don Clary
Männer, 5000 Meter: Halbfinale

- Mike Conley Sr.
Männer, Dreisprung: Silber

- John Crist
Männer, Zehnkampf: 6. Platz

- Paul Cummings
Männer, 10.000 Meter: Vorläufe

- Mary Decker-Slaney
Frauen, 3000 Meter: DNF

- Leslie Deniz
Frauen, Diskuswurf: Silber

- Laura DeSnoo
Frauen, Diskuswurf: 10. Platz

- Brian Diemer
Männer, 3000 Meter Hindernis: Bronze

- Diane Dixon
Frauen, 4 × 400 Meter: Gold

- Marco Evoniuk
Männer, 20 Kilometer Gehen: 7. Platz
Männer, 50 Kilometer Gehen: DNF

- Benita Fitzgerald-Brown
Frauen, 100 Meter Hürden: Gold

- Greg Foster
Männer, 110 Meter Hürden: Silber

- Kim Gallagher
Frauen, 800 Meter: Silber

- Randy Givens
Frauen, 200 Meter: 6. Platz

- Milton Goode
Männer, Hochsprung: kein gültiger Versuch im Finale

- Sam Graddy
Männer, 100 Meter: Silber 
Männer, 4 × 100 Meter: Gold

- Johnny Gray
Männer, 800 Meter: 7. Platz

- Cindy Greiner
Frauen, Siebenkampf: 4. Platz

- Bill Green
Männer, Hammerwurf: 5. Platz

- John Gregorek
Männer, 3000 Meter Hindernis: Halbfinale

- Lorna Griffin
Frauen, Kugelstoßen: 9. Platz
Frauen, Diskuswurf: 12. Platz

- Florence Griffith Joyner
Frauen, 200 Meter: Silber

- Joan Hansen
Frauen, 3000 Meter: 8. Platz

- Danny Harris
Männer, 400 Meter Hürden: Silber

- Tranel Hawkins
Männer, 400 Meter Hürden: 6. Platz

- Jim Heiring
Männer, 20 Kilometer Gehen: 23. Platz

- Sherri Howard
Frauen, 4 × 400 Meter: Gold

- Denean Howard-Hill
Frauen, 4 × 400 Meter: Gold

- Joni Huntley
Frauen, Hochsprung: Bronze

- Julie Isphording
Frauen, Marathon: DNF

- Thomas Jefferson
Männer, 200 Meter: Bronze

- Earl Jones
Männer, 800 Meter: Bronze

- Al Joyner
Männer, Dreisprung: Gold

- Jackie Joyner-Kersee
Frauen, Weitsprung: 5. Platz
Frauen, Siebenkampf: Silber

- Missy Kane
Frauen, 1500 Meter: Vorläufe

- Roger Kingdom
Männer, 110 Meter Hürden: Gold

- Steve Lacy
Männer, 5000 Meter: Halbfinale

- Dave Laut
Männer, Kugelstoßen: Bronze

- Lillie Leatherwood
Frauen, 400 Meter: 5. Platz
Frauen, 4 × 400 Meter: Gold

- Carl Lewis
Männer, 100 Meter: Gold 
Männer, 200 Meter: Gold 
Männer, 4 × 100 Meter: Gold 
Männer, Weitsprung: Gold

- Carol Lewis
Frauen, Weitsprung: 9. Platz

- Jud Logan
Männer, Hammerwurf: 13. Platz in der Qualifikation

- Doug Lytle
Männer, Stabhochsprung: 6. Platz

- Henry Marsh
Männer, 3000 Meter Hindernis: 4. Platz

- John Marshall
Männer, 800 Meter: Viertelfinale

- Walter McCoy
Männer, 4 × 400 Meter: Gold

- Antonio McKay
Männer, 400 Meter: Bronze 
Männer, 4 × 400 Meter: Gold

- Mike McRae
Männer, Weitsprung: 11. Platz

- Edwin Moses
Männer, 400 Meter Hürden: Gold

- Larry Myricks
Männer, Weitsprung: 4. Platz

- Sunder Nix
Männer, 400 Meter: 5. Platz
Männer, 4 × 400 Meter: Gold

- Doug Nordquist
Männer, Hochsprung: 5. Platz

- Dan O’Connor
Männer, 20 Kilometer Gehen: 33. Platz

- Vince O’Sullivan
Männer, 50 Kilometer Gehen: 14. Platz

- Doug Padilla
Männer, 5000 Meter: 7. Platz

- Pam Page
Frauen, 100 Meter Hürden: 8. Platz

- Ramona Pagel
Frauen, Kugelstoßen: 11. Platz

- Tom Petranoff
Männer, Speerwurf: 10. Platz

- Pete Pfitzinger
Männer, Marathon: 11. Platz

- Pat Porter
Männer, 10.000 Meter: 15. Platz

- John Powell
Männer, Diskuswurf: Bronze

- Diana Richburg
Männer, 1500 Meter: Vorläufe

- Louise Ritter
Frauen, Hochsprung: 8. Platz

- Steve Roller
Männer, Speerwurf: 18. Platz in der Qualifikation

- Alberto Salazar
Männer, Marathon: 15. Platz

- Carl Schueler
Männer, 50 Kilometer Gehen: 6. Platz

- Steve Scott
Männer, 1500 Meter: 10. Platz

- Calvin Smith
Männer, 4 × 100 Meter: Gold

- Karin Smith
Frauen, Speerwurf: 8. Platz

- Willie Smith
Männer, 4 × 400 Meter: Gold

- Pam Spencer
Frauen, Hochsprung: 11. Platz

- Jim Spivey
Männer, 1500 Meter: 5. Platz

- Dwight Stones
Männer, Hochsprung: 4. Platz

- Cathy Sulinski
Frauen, Speerwurf: 10. Platz

- Lynda Sutfin
Frauen, Speerwurf: 18. Platz in der Qualifikation

- Angie Thacker
Frauen, Weitsprung: 4. Platz

- Kim Turner
Frauen, 100 Meter Hürden: Bronze

- Mike Tully
Männer, Stabhochsprung: Silber

- John Tuttle
Männer, Marathon: DNF

- Craig Virgin
Männer, 10.000 Meter: Vorläufe

- Mac Wilkins
Männer, Diskuswurf: Silber

- August Wolf
Männer, Kugelstoßen: 4. Platz

- Jim Wooding
Männer, Zehnkampf: 7. Platz

- Angela Wright-Scott
Frauen, 400 Meter Hürden: Vorläufe

- Ruth Wysocki
Frauen, 800 Meter: 6. Platz
Frauen, 1500 Meter: 8. Platz

### Moderner Fünfkampf
- Dean Glenesk
Männer, Einzel: 18. Platz
Männer, Mannschaft: Silber

- Greg Losey
Männer, Einzel: 13. Platz
Männer, Mannschaft: Silber

- Michael Storm
Männer, Einzel: 5. Platz
Männer, Mannschaft: Silber

### Radsport
- Connie Carpenter-Phinney
Frauen, Straßenrennen: Gold

- Brent Emery
Männer, Mannschaftsverfolgung: Silber

- Mark Gorski
Männer, Sprint: Gold

- Alexi Grewal
Männer, Straßenrennen: Gold

- David Grylls
Männer, Mannschaftsverfolgung: Silber

- Steve Hegg
Männer, Einerverfolgung: Gold 
Männer, Mannschaftsverfolgung: Silber

- Ron Kiefel
Männer, Straßenrennen: 9. Platz
Männer, 100 Kilometer Mannschaftszeitfahren: Bronze

- Roy Knickman
Männer, 100 Kilometer Mannschaftszeitfahren: Bronze

- Patrick McDonough
Männer, Mannschaftsverfolgung: Silber

- Leonard Nitz
Männer, Einerverfolgung: Bronze 
Männer, Mannschaftsverfolgung: Silber

- Rory O’Reilly
Männer, 1000 Meter Zeitfahren: 8. Platz

- Janelle Parks
Frauen, Straßenrennen: 10. Platz

- Davis Phinney
Männer, Straßenrennen: 5. Platz
Männer, 100 Kilometer Mannschaftszeitfahren: Bronze

- Thurlow Rogers
Männer, Straßenrennen: 6. Platz

- Inga Thompson
Frauen, Straßenrennen: 21. Platz

- Rebecca Twigg
Frauen, Straßenrennen: Silber

- Nelson Vails
Männer, Sprint: Silber

- Danny Van Haute
Männer, Punktefahren: Vorrunde

- Andrew Weaver
Männer, 100 Kilometer Mannschaftszeitfahren: Bronze

- Mark Whitehead
Männer, Punktefahren: Vorrunde

### Reiten
- Leslie Burr-Howard
Springen, Mannschaft: Gold

- Bruce Davidson
Vielseitigkeit, Einzel: 13. Platz
Vielseitigkeit, Mannschaft: Gold

- Robert Dover
Dressur, Einzel: 17. Platz
Dressur, Mannschaft: 6. Platz

- Joe Fargis
Springen, Einzel: Gold 
Springen, Mannschaft: Gold

- Hilda Gurney
Dressur, Einzel: 14. Platz
Dressur, Mannschaft: 6. Platz

- Conrad Homfeld
Springen, Einzel: Silber 
Springen, Mannschaft: Gold

- Sandy Pflueger
Dressur, Einzel: 16. Platz
Dressur, Mannschaft: 6. Platz

- John Michael Plumb
Vielseitigkeit, Einzel: 10. Platz
Vielseitigkeit, Mannschaft: Gold

- Melanie Smith
Springen, Einzel: 7. Platz
Springen, Mannschaft: Gold

- Karen Stives
Vielseitigkeit, Einzel: Silber 
Vielseitigkeit, Mannschaft: Gold

- Torrance Watkins
Vielseitigkeit, Einzel: 4. Platz
Vielseitigkeit, Mannschaft: Gold

### Rhythmische Sportgymnastik
- Michelle Berube
Frauen, Einzel: 14. Platz

- Valerie Zimring
Frauen, Einzel: 11. Platz

### Ringen
- Ed Banach
Männer, Halbschwergewicht, Freistil: Gold

- Lou Banach
Männer, Schwergewicht, Freistil: Gold

- Bruce Baumgartner
Männer, Superschwergewicht, Freistil: Gold

- Jeffrey Blatnick
Männer, Superschwergewicht, griechisch-römisch: Gold

- Chris Catalfo
Männer, Weltergewicht, griechisch-römisch: 7. Platz

- Dan Chandler
Männer, Mittelgewicht, griechisch-römisch: 2. Runde

- Barry Davis
Männer, Bantamgewicht, Freistil: Silber

- Frank Famiano
Männer, Bantamgewicht, griechisch-römisch: 2. Runde

- Steve Fraser
Männer, Halbschwergewicht, griechisch-römisch: Gold

- Mark Fuller
Männer, Halbfliegengewicht, griechisch-römisch: 2. Runde

- Greg Gibson
Männer, Schwergewicht, griechisch-römisch: Silber

- Joe Gonzales
Männer, Fliegengewicht, Freistil: 3. Runde

- Abdurrahim Kuzu
Männer, Federgewicht, griechisch-römisch: 4. Platz

- Randy Lewis
Männer, Federgewicht, Freistil: Gold

- James Martinez
Männer, Leichtgewicht, griechisch-römisch: Bronze

- Andrew Rein
Männer, Leichtgewicht, Freistil: Silber

- Dave Schultz
Männer, Weltergewicht, Freistil: Gold

- Mark Schultz
Männer, Mittelgewicht, Freistil: Gold

- Bobby Weaver
Männer, Halbfliegengewicht, Freistil: Gold

### Rudern
- John Biglow
Männer, Einer: 4. Platz

- Paul Enquist & Bradley Lewis
Männer, Doppelzweier: Gold

- Dave De Ruff & John Strotbeck
Männer, Zweier ohne Steuermann: 6. Platz

- Robert Espeseth, Doug Herland & Kevin Still
Männer, Zweier mit Steuermann: Bronze

- Bruce Beall, Curtis Fleming, Ridgely Johnson & Greg Montesi
Männer, Doppelvierer: 7. Platz

- David Clark, Alan Forney, Jon Smith & Otto Stekl
Männer, Vierer ohne Steuermann: Silber

- Michael Bach, Edward Ives, Tom Kiefer, Gregory Springer & John Stillings
Männer, Vierer mit Steuermann: Silber

- Fred Borchelt, Charles Clapp, Tom Darling, Bruce Ibbetson, Bob Jaugstetter, Chip Lubsen, Chris Penny, Andrew Sudduth & John Terwilliger
Männer, Achter: Silber

- Carlie Geer
Frauen, Einer: Silber

- Judy Geer & Cathy Thaxton-Tippett
Frauen, Doppelzweier: 6. Platz

- Barbara Kirch & Chari Towne
Frauen, Zweier ohne Steuerfrau: 5. Platz

- Jan Harville, Valerie McClain-Ward, Liz Miles, Abby Peck & Patricia Spratlen
Frauen, Vierer mit Steuerfrau: 4. Platz

- Ginny Gilder, Joan Lind, Anne Marden, Kelly Rickon & Lisa Rohde
Frauen, Doppelvierer mit Steuerfrau: Silber

- Betsy Beard, Carol Bower, Jeanne Flanagan, Carie Graves, Kathy Keeler, Holly Metcalf, Kristine Norelius, Shyril O’Steen & Kristen Thorsness
Frauen, Achter: Gold

### Schießen
- Todd Bensley
Männer, Laufende Scheibe: 13. Platz

- Erich Buljung
Männer, Freie Pistole: 9. Platz

- Daniel Carlisle
Trap: Bronze

- Matthew Dryke
Skeet:  Gold

- Glenn Dubis
Männer, Luftgewehr: 15. Platz
Männer, Kleinkaliber, Dreistellungskampf: 6. Platz

- Donald Durbin
Männer, Kleinkaliber, liegend: 13. Platz

- Kim Dyer
Frauen, Sportpistole: 13. Platz

- Edward Etzel
Männer, Kleinkaliber, Dreistellungskampf: 15. Platz
Männer, Kleinkaliber, liegend: Gold

- Ruby Fox
Frauen, Sportpistole: Silber

- Wanda Jewell
Frauen, Kleinkaliber, Dreistellungskampf: Bronze

- Allyn Johnson
Männer, Schnellfeuerpistole: 20. Platz

- John McNally
Männer, Schnellfeuerpistole: 26. Platz

- Don Nygord
Männer, Freie Pistole: 14. Platz

- Gloria Parmentier
Frauen, Kleinkaliber, Dreistellungskampf: 4. Platz

- John Rost
Männer, Luftgewehr: 6. Platz

- Mary Anne Schweitzer
Frauen, Luftgewehr: 18. Platz

- Pat Spurgin
Frauen, Luftgewehr: Gold

- Randy Stewart
Männer, Laufende Scheibe: 9. Platz

- Michael Thompson
Skeet: 38. Platz

- Walter Zobell
Trap: 22. Platz

### Schwimmen
- Theresa Andrews
Frauen, 100 Meter Rücken: Gold 
Frauen, 4 × 100 Meter Lagen: Gold

- Matt Biondi
Männer, 4 × 100 Meter Freistil: Gold

- Rick Carey
Männer, 100 Meter Rücken: Gold 
Männer, 200 Meter Rücken: Gold 
Männer, 4 × 100 Meter Lagen: Gold

- Tracy Caulkins
Frauen, 100 Meter Brust: 4. Platz
Frauen, 200 Meter Lagen: Gold 
Frauen, 400 Meter Lagen: Gold 
Frauen, 4 × 100 Meter Lagen: Gold

- Christopher Cavanaugh
Männer, 4 × 100 Meter Freistil: Gold

- Tiffany Cohen
Frauen, 400 Meter Freistil: Gold 
Frauen, 800 Meter Freistil: Gold

- George DiCarlo
Männer, 400 Meter Freistil: Gold 
Männer, 1500 Meter Freistil: Silber

- Jeff Float
Männer, 200 Meter Freistil: 4. Platz
Männer, 4 × 200 Meter Freistil: Gold

- Rowdy Gaines
Männer, 100 Meter Freistil: Gold 
Männer, 4 × 100 Meter Freistil: Gold 
Männer, 4 × 100 Meter Lagen: Gold

- Geoff Gaberino
Männer, 4 × 200 Meter Freistil: Gold

- Matt Gribble
Männer, 100 Meter Schmetterling: 16. Platz

- Bruce Hayes
Männer, 4 × 200 Meter Freistil: Gold

- Mike Heath
Männer, 100 Meter Freistil: 4. Platz
Männer, 200 Meter Freistil: Silber 
Männer, 4 × 100 Meter Freistil: Gold 
Männer, 4 × 200 Meter Freistil: Gold 
Männer, 4 × 100 Meter Lagen: Gold

- Sue Heon
Frauen, 400 Meter Lagen: 4. Platz

- Nancy Hogshead
Frauen, 100 Meter Freistil: Gold 
Frauen, 4 × 100 Meter Freistil: Gold 
Frauen, 200 Meter Schmetterling: 4. Platz
Frauen, 200 Meter Lagen: Silber 
Frauen, 4 × 100 Meter Lagen: Gold

- Tom Jager
Männer, 4 × 100 Meter Freistil: Gold 
Männer, 4 × 100 Meter Lagen: Gold

- Jenna Johnson
Frauen, 4 × 100 Meter Freistil: Gold 
Frauen, 100 Meter Schmetterling: Silber 
Frauen, 4 × 100 Meter Lagen: Gold

- Pat Kennedy
Männer, 200 Meter Schmetterling: 8. Platz

- Jeff Kostoff
Männer, 400 Meter Lagen: 6. Platz

- David Larson
Männer, 4 × 200 Meter Freistil: Gold

- Robin Leamy
Männer, 4 × 100 Meter Freistil: Gold

- Kim Linehan
Frauen, 400 Meter Freistil: 4. Platz

- Steve Lundquist
Männer, 100 Meter Brust: Gold 
Männer, 200 Meter Lagen: 5. Platz
Männer, 4 × 100 Meter Lagen: Gold

- Mary T. Meagher
Frauen, 100 Meter Schmetterling: Gold 
Frauen, 200 Meter Schmetterling: Gold 
Frauen, 4 × 100 Meter Lagen: Gold

- Betsy Mitchell
Frauen, 100 Meter Rücken: Silber 
Frauen, 4 × 100 Meter Lagen: Gold

- John Moffet
Männer, 100 Meter Brust: 5. Platz

- Pablo Morales
Männer, 100 Meter Schmetterling: Silber 
Männer, 200 Meter Schmetterling: 4. Platz
Männer, 200 Meter Lagen: Silber 
Männer, 4 × 100 Meter Lagen: Gold

- John Mykkanen
Männer, 400 Meter Freistil: Silber

- Michael O’Brien
Männer, 1500 Meter Freistil: Gold

- Susan Rapp
Frauen, 100 Meter Brust: 7. Platz
Frauen, 200 Meter Brust: Silber 
Frauen, 4 × 100 Meter Lagen: Gold

- Kim Rhodenbaugh
Frauen, 200 Meter Brust: 8. Platz

- Michele Richardson
Frauen, 800 Meter Freistil: Silber

- Rich Saeger
Männer, 4 × 200 Meter Freistil: Gold

- Rich Schroeder
Männer, 200 Meter Brust: 4. Platz
Männer, 4 × 100 Meter Lagen: Gold

- Carrie Steinseifer
Frauen, 100 Meter Freistil: Gold 
Frauen, 4 × 100 Meter Freistil: Gold 
Frauen, 4 × 100 Meter Lagen: Gold

- Jill Sterkel
Frauen, 4 × 100 Meter Freistil: Gold

- Dara Torres
Frauen, 4 × 100 Meter Freistil: Gold

- Tori Trees
Frauen, 200 Meter Rücken: 5. Platz

- Jesse Vassallo
Männer, 200 Meter Rücken: 17. Platz
Männer, 400 Meter Lagen: 4. Platz

- Mary Wayte
Frauen, 200 Meter Freistil: Gold 
Frauen, 4 × 100 Meter Freistil: Gold

- Amy White
Frauen, 200 Meter Rücken: Silber

- David Wilson
Männer, 100 Meter Rücken: Silber 
Männer, 4 × 100 Meter Lagen: Gold

- Cynthia Woodhead
Frauen, 200 Meter Freistil: Silber

### Segeln
- John Bertrand
Finn-Dinghy: Silber

- Scott Steele
Windsurfen: Silber

- William Carl Buchan & Jonathan McKee
Flying Dutchman: Gold

- William Earl Buchan & Steven Erickson
Star: Gold

- Steve Benjamin & Chris Steinfeld
470er: Silber

- Jay Glaser & Randy Smyth
Tornado: Silber

- Rod Davis, Robbie Haines & Edward Trevelyan
Soling: Gold

### Synchronschwimmen
- Candy Costie
Frauen, Einzel: Vorrunde
Frauen, Duett: Gold

- Sarah Josephson
Frauen, Einzel: Vorrunde

- Tracie Ruiz-Conforto
Frauen, Einzel: Gold 
Frauen, Duett: Gold

### Turnen
- Pam Bileck
Frauen, Einzelmehrkampf: 17. Platz in der Qualifikation
Frauen, Mannschaftsmehrkampf: Silber 
Frauen, Boden: 7. Platz in der Qualifikation
Frauen, Pferd: 16. Platz in der Qualifikation
Frauen, Stufenbarren: 33. Platz in der Qualifikation
Frauen, Schwebebalken: 10. Platz in der Qualifikation

- Bart Conner
Männer, Einzelmehrkampf: 6. Platz
Männer, Mannschaftsmehrkampf: Gold 
Männer, Boden: 5. Platz
Männer, Pferd: 10. Platz
Männer, Barren: Gold 
Männer, Reck: 8. Platz i der Qualifikation
Männer, Ringe: 12. Platz in der Qualifikation
Männer, Seitpferd: 7. Platz in der Qualifikation

- Tim Daggett
Männer, Einzelmehrkampf: 8. Platz in der Qualifikation
Männer, Mannschaftsmehrkampf: Gold 
Männer, Boden: 30. Platz in der Qualifikation
Männer, Pferd: 32. Platz in der Qualifikation
Männer, Barren: 9. Platz in der Qualifikation
Männer, Reck: 4. Platz
Männer, Ringe: 6. Platz in der Qualifikation
Männer, Seitpferd: Bronze

- Michelle Dusserre
Frauen, Einzelmehrkampf: 12. Platz in der Qualifikation
Frauen, Mannschaftsmehrkampf: Silber 
Frauen, Boden: 5. Platz in der Qualifikation
Frauen, Pferd: 13. Platz in der Qualifikation
Frauen, Stufenbarren: 4. Platz in der Qualifikation
Frauen, Schwebebalken: 24. Platz in der Qualifikation

- Mitchell Gaylord
Männer, Einzelmehrkampf: 5. Platz
Männer, Mannschaftsmehrkampf: Gold 
Männer, Boden: 16. Platz in der Qualifikation
Männer, Pferd: Silber 
Männer, Barren: Bronze 
Männer, Reck: 20. Platz in der Qualifikation
Männer, Ringe: Bronze 
Männer, Seitpferd: 4. Platz in der Qualifikation

- Jim Hartung
Männer, Einzelmehrkampf: 9. Platz in der Qualifikation
Männer, Mannschaftsmehrkampf: Gold 
Männer, Boden: 9. Platz in der Qualifikation
Männer, Pferd: 6. Platz
Männer, Barren: 10. Platz in der Qualifikation
Männer, Reck: 20. Platz in der Qualifikation
Männer, Ringe: 9. Platz in der Qualifikation
Männer, Seitpferd: 9. Platz in der Qualifikation

- Kathy Johnson
Frauen, Einzelmehrkampf: 10. Platz
Frauen, Mannschaftsmehrkampf: Silber 
Frauen, Boden: 10. Platz in der Qualifikation
Frauen, Pferd: 5. Platz in der Qualifikation
Frauen, Stufenbarren: 8. Platz in der Qualifikation
Frauen, Schwebebalken: Bronze

- Scott Johnson
Männer, Einzelmehrkampf: 16. Platz in der Qualifikation
Männer, Mannschaftsmehrkampf: Gold 
Männer, Boden: 14. Platz in der Qualifikation
Männer, Pferd: 6. Platz in der Qualifikation
Männer, Barren: 17. Platz in der Qualifikation
Männer, Reck: 51. Platz in der Qualifikation
Männer, Ringe: 15. Platz in der Qualifikation
Männer, Seitpferd: 17. Platz in der Qualifikation

- Julianne McNamara
Frauen, Einzelmehrkampf: 4. Platz
Frauen, Mannschaftsmehrkampf: Silber 
Frauen, Boden: Silber 
Frauen, Pferd: 11. Platz in der Qualifikation
Frauen, Stufenbarren: Gold 
Frauen, Schwebebalken: 17. Platz in der Qualifikation

- Mary Lou Retton
Frauen, Einzelmehrkampf: Gold 
Frauen, Mannschaftsmehrkampf: Silber 
Frauen, Boden: Bronze 
Frauen, Pferd: Silber 
Frauen, Stufenbarren: Bronze 
Frauen, Schwebebalken: 4. Platz

- Tracee Talavera
Frauen, Einzelmehrkampf: 16. Platz in der Qualifikation
Frauen, Mannschaftsmehrkampf: Silber 
Frauen, Boden: 15. Platz in der Qualifikation
Frauen, Pferd: 4. Platz
Frauen, Stufenbarren: 13. Platz in der Qualifikation
Frauen, Schwebebalken: 24. Platz in der Qualifikation

- Peter Vidmar
Männer, Einzelmehrkampf: Silber 
Männer, Mannschaftsmehrkampf: Gold 
Männer, Boden: 7. Platz
Männer, Pferd: 10. Platz in der Qualifikation
Männer, Barren: 4. Platz in der Qualifikation
Männer, Reck: 4. Platz
Männer, Ringe: 4. Platz
Männer, Seitpferd: Gold

### Volleyball
- Männerturnier
Gold

- Kader
Aldis Berzins
Craig Buck
Rich Duwelius
Dusty Dvorak
Karch Kiraly
Chris Marlowe
Patrick Powers
Steve Salmons
Dave Saunders
Paul Sunderland
Steve Timmons
Marc Waldie

- Frauenturnier
Silber

- Kader
Jeanne Beauprey
Carolyn Becker
Linda Chisholm
Rita Crockett
Laurie Flachmeier
Debbie Green
Flo Hyman
Rose Magers
Kim Ruddins
Julie Vollertsen
Paula Weishoff
Sue Woodstra

### Wasserball
- Männerturnier
Silber

- Kader
Doug Burke
Jody Campbell
Peter Campbell
Chris Dorst
Gary Figueroa
Drew McDonald
Kevin Robertson
Terry Schroeder
Tim Shaw
John Siman
Jon Svendsen
Joseph Vargas
Craig Wilson

### Wasserspringen
- Bruce Kimball
Männer, Turmspringen: Silber

- Greg Louganis
Männer, Kunstspringen: Gold 
Männer, Turmspringen: Gold

- Kelly McCormick
Frauen, Kunstspringen: Silber

- Ronald Merriott
Männer, Kunstspringen: Bronze

- Michele Mitchell
Frauen, Turmspringen: Silber

- Christina Seufert
Frauen, Kunstspringen: Bronze

- Wendy Wyland
Frauen, Turmspringen: Bronze